# Ополе (Люблінське воєводство)
Ополе, або Ополє (пол. Opole) — село в Польщі, у гміні Подедвуже Парчівського повіту Люблінського воєводства. Населення — 171 особа (2011).

## Історія
1511 року вперше згадується православна церква в селі.
За даними етнографічної експедиції 1869—1870 років під керівництвом Павла Чубинського, у селі переважно проживали греко-католики, які розмовляли українською мовою. Населення села належало до української етнографічної групи хмаків.
У 1929 році польська влада в рамках великої акції руйнування українських храмів на Холмщині і Підляшші зруйнувала місцеву православну церкву.
Як звітував командир сотні УПА Іван Романечко («Ярий») у лютому 1946 року, значну частину населення села тоді становили «калакути» («перекидчики») — українці, які прийняли римо-католицтво й вважали себе поляками.
У 1975—1998 роках село належало до Білопідляського воєводства.

## Населення
Демографічна структура станом на 31 березня 2011 року:
|          | Загалом | Допрацездатний вік | Працездатний вік | Постпрацездатний вік |
| -------- | ------- | ------------------ | ---------------- | -------------------- |
| Чоловіки | 76      | 8                  | 53               | 15                   |
| Жінки    | 95      | 15                 | 45               | 35                   |
| Разом    | 171     | 23                 | 98               | 50                   |